# Titularbistum Teuchira
Teuchira ist ein Titularbistum der römisch-katholischen Kirche. 
Es geht zurück auf einen früheren Bischofssitz in der antiken Stadt Taucheira, die sich in der spätantiken römischen Provinz Libya Pentapolitana im heutigen Libyen befand.
| Titularbischöfe von Teuchira |                                               |                                                            |                  |                    |
| Nr.                          | Name                                          | Amt                                                        | von              | bis                |
| 1                            | Ambrosius Jacobus van Baars OP                | Apostolischer Vikar von Curaçao (Niederländische Antillen) | 15. Februar 1897 | 1910               |
| 2                            | Johann Baptist Hierl                          | Weihbischof in Regensburg (Deutschland)                    | 4. Februar 1911  | 31. August 1936    |
| 3                            | François-Arsène-Jean-Marie-Eugène Lemasle MEP | Apostolischer Vikar von Huế (Vietnam)                      | 4. Februar 1937  | 26. September 1946 |